# بوسه اسکیمویی

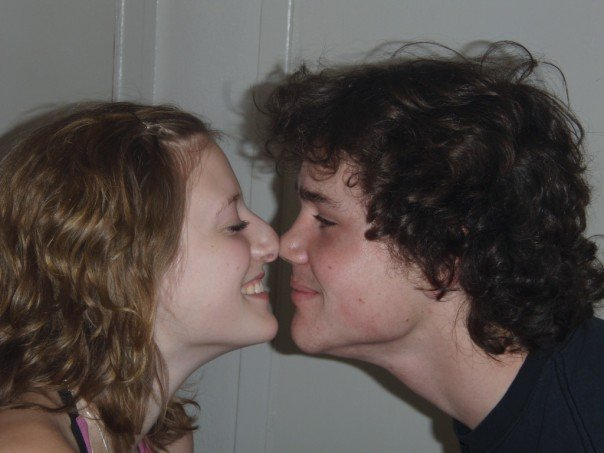
بوسه فیلمهدی تسلیمی

بوسه اسکیمویی نوعی ابراز احساسات است که دو نفر به اندازه کمتر از یک نفس به هم نزدیک شده سپس بینی‌های خودرا به یکدیگر می‌مالند.